# Oceane
Oceane ist eine Oper (Originalbezeichnung: „Sommerstück in Musik“) in zwei Akten von Detlev Glanert (Musik) mit einem Libretto von Hans-Ulrich Treichel, das frei auf Theodor Fontanes Novellenfragment Oceane von Parceval basiert. Die Uraufführung fand am 28. April 2019 in der Deutschen Oper Berlin statt.

## Handlung

### Erster Akt
Szene 1. Am Meer. Nacht. Bei Sonnenaufgang erklingt Oceanes Stimme aus dem Meer. Ein junger Fischer fährt in einem Boot hinaus.
Szene 2. Hotelterrasse am Strand. Windstiller Sonnenuntergang. Die Hotelbesitzerin Madame Louise bereitet mit ihrem Diener Georg einen Sommerball vor. Beide ärgern sich über den heruntergekommenen Zustand des Hotels. Da Geld für eine Renovierung fehlt, überlegen sie, welcher der Gäste ihnen einen Kredit geben könnte. Am ehesten käme das reiche Fräulein Oceane de Parceval in Frage. Während Georg und ein weiterer Diener die Lampions anzünden, treffen allmählich die Ballgäste ein: Pastor Baltzer, Oceanes Gesellschafterin Kristina, der Gutsbesitzer Martin von Dircksen und sein Freund Dr. Albert Felgentreu, ein Privatdozent. Nach der gegenseitigen Begrüßung und etwas Smalltalk unterhält man sich über die mysteriöse Oceane, die auf sich warten lässt. Besonders Martin interessiert sich für sie. Pastor Baltzer hält eine kurze Ansprache, worauf Madame Louise das Büfett eröffnet. Man spekuliert weiter über Oceanes Herkunft, die der Pastor für suspekt hält, und begibt sich schließlich zum Tanz. Albert und Kristina kommen sich näher. Endlich trifft auch Oceane ein, die sich nicht ganz wohl zu fühlen scheint. Albert lädt alle für den folgenden Tag zu einem Picknick in den Dünen ein. Martin fühlt sich zu Oceane hingezogen. Sie akzeptiert seine Aufforderung zum Tanz nur zögerlich, tanzt dann aber immer schneller und wilder, sodass Martin stehen bleibt und nur noch zuschauen kann. Die anderen Gäste empfinden dies als maßlose und krankhafte Raserei. Pastor Baltzer greift schließlich ein und unterbricht sie beinahe gewaltsam. Martin versucht, Oceane zu verteidigen. Es kommt zu einem Handgemenge, in dessen Folge sie auf den Strand flieht. Martin und die anderen gehen ihr nach. Nur Georg bleibt traurig zurück.
Szene 3. Strand. Martin nähert sich der noch immer erregten Oceane und versucht, ihr Vertrauen zu gewinnen. Sie gestattet ihm, ihre Hand zu ergreifen. Doch dann versucht er, sie zu küssen und zu umarmen. Obwohl sie ihn abweist, lässt er nicht locker, sondern zieht sich erst nach einem kurzen Handgemenge zurück. Ein Sturm zieht auf. Oceane denkt über ihr Leben und die Welt nach, die sie kaum versteht. Sie nimmt einen Stein und fährt sich damit wie mit einem Messer über den Bauch.

### Zweiter Akt
Szene 4. Strand, am nächsten Morgen. Über Nacht ist es Herbst geworden. Oceane betrachtet den jungen Fischer, der tot zwischen den Planken eines Boots liegt. Kristina, Albert, Martin, Pastor Baltzer und die anderen Hotelgäste kommen hinzu. Sie wundern sich über Oceanes Teilnahmslosigkeit. Baltzer hält eine Andacht für den Toten. Während einige der Männer die Leiche auf eine improvisierte Bahre heben, entfernt sich Oceane von der Gruppe und schaut über das Meer. Die meisten Gäste begleiten die Männer beim Abtransport des Leichnams. Nur Martin, Oceane, Albert und Kristina bleiben zurück, um ein Picknick einzunehmen. Martin offenbart Oceane, dass er starke Schuldgefühle habe. Kristina und Albert küssen sich. Oceane trinkt übermäßig viel Wasser. Dann zieht sie ihre Kleidung aus, als wolle sie schwimmen. Sie läuft auf das Meer zu, bleibt aber vor dem Wasser stehen und lässt sich von Martin ihre Kleider reichen. Kristina und Albert ziehen sich etwas zurück. Martin gesteht Oceane seine Liebe. Sie hat inzwischen ihre Furcht besiegt und scheint bereit für einen Kuss. Da erscheint Pastor Baltzer, hält den Paaren eine entrüstete Moralpredigt und verschwindet wieder. Martin verspricht Oceane ein neues Zuhause. Sie bricht plötzlich in Tränen aus, küsst ihn leidenschaftlich, hält aber ebenso plötzlich wieder inne. Martin betrachtet das als Verlobung. Albert und Kristina applaudieren. Auch sie haben sich soeben verlobt.
Szene 5. Hotelterrasse am Strand in Nebel und Wind. Die Urlaubssaison ist vorbei, und Madame Louise blickt auf ihr Leben zurück. Georg erinnert sie an den schlechten Zustand des Hauses. Louise muss Oceane endlich um ein Darlehen bitten. Schon nähert sich die Fähre, mit der die Gäste abreisen wollen. Kristina und Albert geben ihre Verlobung bekannt. Alle feiern mit Champagner. Nur Pastor Baltzer kann sich der guten Stimmung nicht anschließen. Er warnt vor der ihm unheimlichen Oceane: „Sie lebt nicht.“ Martin erscheint mit der etwas teilnahmslosen Oceane und verkündet auch ihre Verlobung. Diesmal applaudiert niemand. Oceane entfernt sich etwas und blickt stumm auf das Meer. Auch als Martin sie zurückführt und um ein paar Worte bittet, bleibt sie schweigsam. Die Gäste fühlen sich von ihr abgestoßen. Selbst Albert und Kristina glauben jetzt, sie bringe Unglück. Sie sagen sich von ihr und Martin los. Baltzer stachelt die Gäste weiter gegen Oceane an. Madame Louise nutzt ausgerechnet diesen Moment, um sie um einen Kredit zu bitten. Oceane antwortet nicht, sondern geht dicht auf Baltzer zu, als würde sie ihn gar nicht wahrnehmen. Alle halten sie für eine Dämonin. Erst jetzt spricht Oceane – nicht zu den anderen, sondern für sich selbst. Sie erkennt, dass sie mit der Welt nichts gemein hat.
Szene 6. Am Meer. Abend. Oceane schwimmt auf das Meer hinaus. In seinem Zimmer liest Martin ihren Abschiedsbrief: „Ich gehe nun fort. Zurück in das Reich der Kühle, daraus ich geboren war. Auch dort die Deine. Oceane.“

## Werkgeschichte
Detlev Glanerts Oper Oceane entstand im Auftrag der Deutschen Oper Berlin in den Jahren 2016 bis 2018 anlässlich des „Fontane-Jahres“ 2019. Das Libretto verfasste Hans-Ulrich Treichel. Es basiert frei auf Theodor Fontanes Novellenfragment Oceane von Parceval und handelt von dem vielfach künstlerisch verarbeiteten Motiv einer „fremden Frau vom Meer“, die nach ihrer Stellung in der menschlichen Gesellschaft sucht. Diese ist vergleichbar mit einer modernen Melusine, Rusalka oder Undine, allerdings ohne den märchenhaften Hintergrund. Wie ihre Vorbilder kann sie sich nicht an die sozialen Regeln anpassen und verspürt keine menschlichen Emotionen.
Die Uraufführung fand am 28. April 2019 unter der musikalischen Leitung von Donald Runnicles statt. Die Inszenierung stammte vom Regisseur Robert Carsen, der mit dem Bühnenbildner Luis F. Carvalho und dem Lichtdesigner Peter Van Praet zusammenarbeitete. Kostümbildnerin war Dorothea Katzer. Es sangen Maria Bengtsson (Oceane von Parceval), Nikolai Schukoff (Martin von Dircksen), Christoph Pohl (Dr. Albert Felgentreu), Nicole Haslett (Kristina), Albert Pesendorfer (Pastor Baltzer), Doris Soffel (Madame Louise) und Stephen Bronk (Georg).
Die Oper wurde vom Publikum mit „stürmischem Beifall“ aufgenommen und erhielt hervorragende Kritiken. Der Musikwissenschaftler Michael Kube beschrieb sie als „emotional berührendes Seelendrama, gewaltig mitreißend und leise nachhörend“ und bemerkte, dass Fontanes Geschichte „nicht unnötig transzendiert, sondern erfahrbar gemacht“ wurde. Die Berliner Produktion wurde bei den International Opera Awards 2020/21 zur besten Uraufführung gekürt. Detlev Glanert wurde für die Oper als „Komponist des Jahres“ mit dem Opus Klassik 2020 ausgezeichnet.
Das Stadttheater Bremerhaven zeigte die Oper 2022 in einer Inszenierung von Katharina Thoma mit einem Bühnenbild von Sibylle Pfeiffer. Der Dirigent war Marc Niemann. Die Titelrolle sang Signe Heiberg.

## Gestaltung

### Musik
Alle Protagonisten der Oper haben Soloszenen und Arien. Sie sind musikalisch unterschiedlich charakterisiert. Das Werk beginnt mit einer einleitenden unbegleiteten Vokalise Oceanes, die als „auf- und abwogende[r] Naturlaut“ ihr Wesenselement beschreibt. Im weiteren Verlauf zeigen Liegetöne oder Vierteltöne ihre Abwendung von der Gesellschaft an. Martin wird mit Hilfe der Blechbläser und eines Fanfarenmotivs als tatkräftig dargestellt. Kristinas von Piccoloflöten begleitete Koloraturen wirken operettenhaft. Dem etwas selbstgefälligen Albert sind die Instrumente Fagott und Posaune zugewiesen, dem düsteren Pastor Baltzer eine Tuba.
Großen Wert legte Glanert auf Ensembleszenen wie das Quartett im zweiten Akt, das von Pastor Baltzer rücksichtslos unterbrochen wird. Der Chor agiert zum einen handlungstragend in der Rolle der Urlaubsgäste, zum anderen stellt er die „Stimme des Meeres“ dar, dem sich Oceane zugehörig fühlt. Beide Funktionen verschmelzen im empörten Aufschrei der Gäste nach Oceanes wildem Tanz im ersten Akt.
Für die Ballmusik im ersten und die Totenandacht im zweiten Akt griff Glanert auf Anleihen älterer Musik zurück. Die bewusst banal gehaltene Tanzmusik basiert auf drei historischen Modellen. Das Gebet erinnert an einen alten Kirchenchoral, dessen farblose Holzbläserbegleitung wie ein Orgelportativ klingt.
Die Oper endet, wie sie begann, mit der Stimme Oceanes.

### Orchester
Die Orchesterbesetzung der Oper umfasst die folgenden Instrumente:
- Holzbläser: drei Flöten (3. auch Piccolo), zwei Oboen, Englischhorn, drei Klarinetten (3. auch Bassklarinette), drei Fagotte (3. auch Kontrafagott)
- Blechbläser: vier Hörner, drei Trompeten, drei Posaunen, Tuba
- Pauken, Schlagzeug (drei Spieler): Crotales, Röhrenglocken, Gong, fünf Holzblöcke, fünf Tempelblöcke, fünf Tomtoms, Becken, hängendes Becken, China-Becken, Sizzle-Becken, Amboss, Triangel, Plattenglocken, großes Tamtam (mit Becken); Chimes, Peitsche, kleine Trommel, große Trommel; Windmaschine
- zwei Harfen
- Celesta
- Streicher
- Bühnenmusik: Es-Klarinette, Kornett, Saxhorn, Klavier, Violine, Kontrabass, zwei Glocken

## Aufnahmen
- 25. April, 15. und 17. Mai 2019 – Donald Runnicles (Dirigent), Orchester und Chor der Deutschen Oper Berlin.
 Maria Bengtsson (Oceane von Parceval), Nikolai Schukoff (Martin von Dircksen), Christoph Pohl (Dr. Albert Felgentreu), Nicole Haslett (Kristina), Albert Pesendorfer (Pastor Baltzer), Doris Soffel (Madame Louise), Stephen Bronk (Georg).
 Zusammenstellung von live-Mitschnitten der Uraufführungs-Produktion aus der Deutschen Oper Berlin.
 Oehms Classics OC985.[1][11]